# Myadestes townsendi
El solitario norteño (Myadestes townsendi) también conocido como clarín norteño, es una especie de ave paseriforme de la familia Turdidae nativa de América. El nombre de esta ave conmemora el ornitólogo estadounidense John Kirk Townsend.

## Distribución y hábitat
Habita desde el sur de Alaska, Columbia Británica y el sur de Alberta hasta el norte de Zacatecas, en México, prefiriendo los bosques montanos. Durante el invierno, puede desplazarse en busca de alimento a elevaciones más bajas, incluyendo las Grandes Planicies y el norte interior de México.

## Descripción
Alcanza una longitud de aproximadamente 20 y 24 cm y una envergadura de 37 cm, pesa aproximadamente 34 gramos. Tiene pico corto, grueso y negruzco, anillo ocular blanco y plumaje gris con una franja alar y los bordes de las plumas de vuelo de color ante. La cola es larga, afilada cuando se cierra y bordeada de blanco. Los juveniles son moteadas de color gris y blanco.
A pesar de que tiene algunas similitudes con el sinsonte (Mimus polyglottos) particularmente en la cola, difiere en las partes inferiores oscuras, forma, tamaño y comportamiento.

## Comportamiento
Se alimenta principalmente de frutos e insectos. En invierno su dieta se compone casi totalmente de conos carnosos del arbusto de enebro, formando territorios, que defienden fuertemente, alrededor de parches productivos de este.